# Hirtella
Hirtella es un género con 200 especies descritas y más de 100 aceptadas de plantas de la familia Chrysobalanaceae. Es originario de las regiones tropicales y subtropicales de América y África y de Madagascar.

## Descripción
Son árboles o arbustos. Hojas a veces con 2 grandes hinchazones bulbosas y mirmecófilas en la base de la lámina, de otro modo sin glándulas basales grandes, frecuentemente el envés de la lámina glabro o con algunos tricomas estrigosos o estrigulosos; estípulas laterales, frecuentemente subuladas o filiformes, subpersistentes. Inflorescencias racimos laxos con flores patentes o panículas laxas, alargadas y angostas, con ramas laterales patentes, las últimas frecuentemente con varias brácteas estériles y terminando en una flor solitaria, pedicelos generalmente más largos que el tubo-receptáculo, brácteas y bractéolas frecuentemente con glándulas pediculadas o sésiles; tubo-receptáculo subcampanulado a angostamente cilíndrico, ligeramente giboso, generalmente más corto que los lobos del cáliz, glabro por dentro excepto cerca de la garganta; cáliz con lobos subiguales, generalmente patentes o reflexos, agudos, frecuentemente con glándulas sésiles o cortamente pediculadas en el margen; pétalos más cortos que el largo total del cáliz y tubo-receptáculo; estambres 3–9, filamentos generalmente doblados en la yema, adnados a la parte posterior del anillo del tubo-receptáculo, largamente exertos, generalmente más largos que el largo total del cáliz y tubo-receptáculo, estaminodios cortos, filiformes; ovario 1-locular, insertado lateralmente en la boca del tubo-receptáculo, estilo filiforme, largamente exerto. Drupa con mesocarpo exiguo y endocarpo liso, delgado, duro, no granuloso, con 4–7 canales longitudinales poco profundos que representan las líneas de debilidad que permiten escapar a la plántula.

## Taxonomía
El género fue descrito por  Carlos Linneo y publicado en Species Plantarum 1: 34. 1753. La especie tipo es: Hirtella americana L. 

## Especies seleccionadas
- Hirtella acayacensis DC.
- Hirtella acuminata Rusby
- Hirtella adderleyi Prance
- Hirtella adenophora Cuatrec.
- Hirtella aequatoriensis Prance
- Hirtella americana L.[4] - palo mulato de Cuba[5]